# Droga krajowa B218 (Niemcy)
Droga krajowa 218 (niem. Bundesstraße 218, B 218) – niemiecka droga krajowa przebiegająca  z zachodu na południowy wschód i łączy miejscowość Schwagstorf i drogę B214 z drogami B51 i B65 koło Ostercappeln w Dolnej Saksonii.